# Lundfjällskivling
Lundfjällskivling (Lepiota subalba) är en svampart som beskrevs av Kühner ex P.D. Orton 1960. Lundfjällskivling ingår i släktet Lepiota och familjen Agaricaceae.  Arten är reproducerande i Sverige. Inga underarter finns listade i Catalogue of Life.